# Royal !
Royal ! (Long Live The Royals) est une mini-série animée américaine créée par Sean Szeles. Elle a été diffusée du 30 novembre au 3 décembre 2015 sur Cartoon Network.
En France, la série est diffusée depuis le 17 décembre 2016 sur Cartoon Network.

## Synopsis
La famille royale est composée du Roi Rufus, de la Reine Eleanor et de leurs 3 enfants : Rosalind, Peter et Alex. Ils vivent dans un immense château, entourés de leurs domestiques Frederick et Allistair. Non loin, se trouve un village, où vit le « Petit peuple ». Plus loin, s’étendent des vasières, où des miséreux vivent… dans la boue !

## Distribution

### Voix originales
- Jon Daly : Roi Rufus
- Wendi McLendon-Covey : Reine Eleanor
- Gillian Jacobs : Rosalind
- Kieran Culkin : Peter
- Nicki Rapp (en) : Alex

### Voix françaises
- Sébastien Hébrant (VFB) : Gavin, Frédéric
- Philippe Allard (VFB) : Diego Belafonté
- Manuela Servais (VFB) : Reine Eleanor
- Émilie Guillaume (VFB) : Alex
- Baptiste Lecaplain (VF) : Peter

- Version française
  - Doublage réalisé par : SDI Media Belgium
  - Direction Artistique : Marie-Line Landerwyn
  - Ingénieur Du Son : Denis Portal
  - Production : Pauline Robert

## Épisodes

### Pilote (2014)
1. Royal ! (Pilote)

### Saison 1 (2015)
1. La Terreur De Yule (Yule Scare)
2. Concert Punk (Punk Show)
3. La Ronfleuse (Snor Much)
4. Le Festin (The Fest)